# Kwiaciarka
Kwiaciarka – planowany polski film fabularny z 1939 roku na podstawie powieści Małgorzaty Adamówny.
Realizacja filmu, przewidziana na 1940, nie została rozpoczęta z uwagi na wybuch II wojny światowej.

## Obsada
- Barbara Kostrzewska
- Jerzy Pichelski
- Igo Sym
- Jan Kurnakowicz
- Stefan Hnydziński
- Wiktor Biegański
- Wanda Jarszewska[2].